# U.S. Route 5
U.S. Route 5 (ou U.S. Highway 5) é uma autoestrada dos Estados Unidos.
Faz a ligação do Sul para o Norte. A U.S. Route 5 foi construída em 1926 e tem 300 milhas (490 km).

## Principais ligações
Interstate 84 perto de Hartford

 Interstate 90 perto de Springfield

 US 4 em White River Junction

 Quebec Route 143 em Stanstead